# Bretx
Bretx [bʁɛts] (Bretz en occitan) est une commune française située dans le nord du département de la Haute-Garonne, en région Occitanie. Sur le plan historique et culturel, la commune est dans le pays de Rivière-Verdun, un petit pays d'élection de l'est de la Gascogne, à l'écart des grandes voies de communication, et s'étageant sur les terrasses de la rive gauche de la Garonne, entre la vallée de la Save et la Lomagne, et se prolongeant en Gascogne toulousaine.
Exposée à un climat océanique altéré, elle est drainée par l'Arsène et par divers autres petits cours d'eau.
Bretx est une commune rurale qui compte 666 habitants en 2022, après avoir connu une forte hausse de la population depuis 1975. Elle fait partie de l'aire d'attraction de Toulouse. Ses habitants sont appelés les Bretzois ou  Bretzoises.

## Géographie

### Localisation
La commune de Bretx se trouve dans le département de la Haute-Garonne, en région Occitanie.
Elle se situe à 23 km à vol d'oiseau de Toulouse, préfecture du département, et à 12 km de Léguevin, bureau centralisateur du canton de Léguevin dont dépend la commune depuis 2015 pour les élections départementales.
La commune fait en outre partie du bassin de vie de Toulouse.
Les communes les plus proches sont : 
Saint-Paul-sur-Save (2,3 km), Montaigut-sur-Save (3,0 km), Menville (3,0 km), Thil (3,2 km), Lévignac (4,3 km), Launac (4,5 km), Larra (4,6 km), Daux (5,8 km).
Sur le plan historique et culturel, Bretx fait partie du pays de Rivière-Verdun, un petit pays d'élection de l'est de la Gascogne sis à l'écart des grandes voies de communication. Ce territoire s'étage sur les terrasses de la rive gauche de la Garonne, entre la vallée de la Save et la Lomagne, et se prolonge plein est en Gascogne toulousaine.
Bretx est limitrophe de quatre autres communes.
Les communes limitrophes sont  Larra, Menville, Saint-Paul-sur-Save et Thil.
|      | Larra    |                     |
| Thil | Bretx    | Saint-Paul-sur-Save |
|      | Menville |                     |

### Géologie et relief
La superficie de la commune est de 841 hectares ; son altitude varie de 130  à   216 mètres.

### Hydrographie

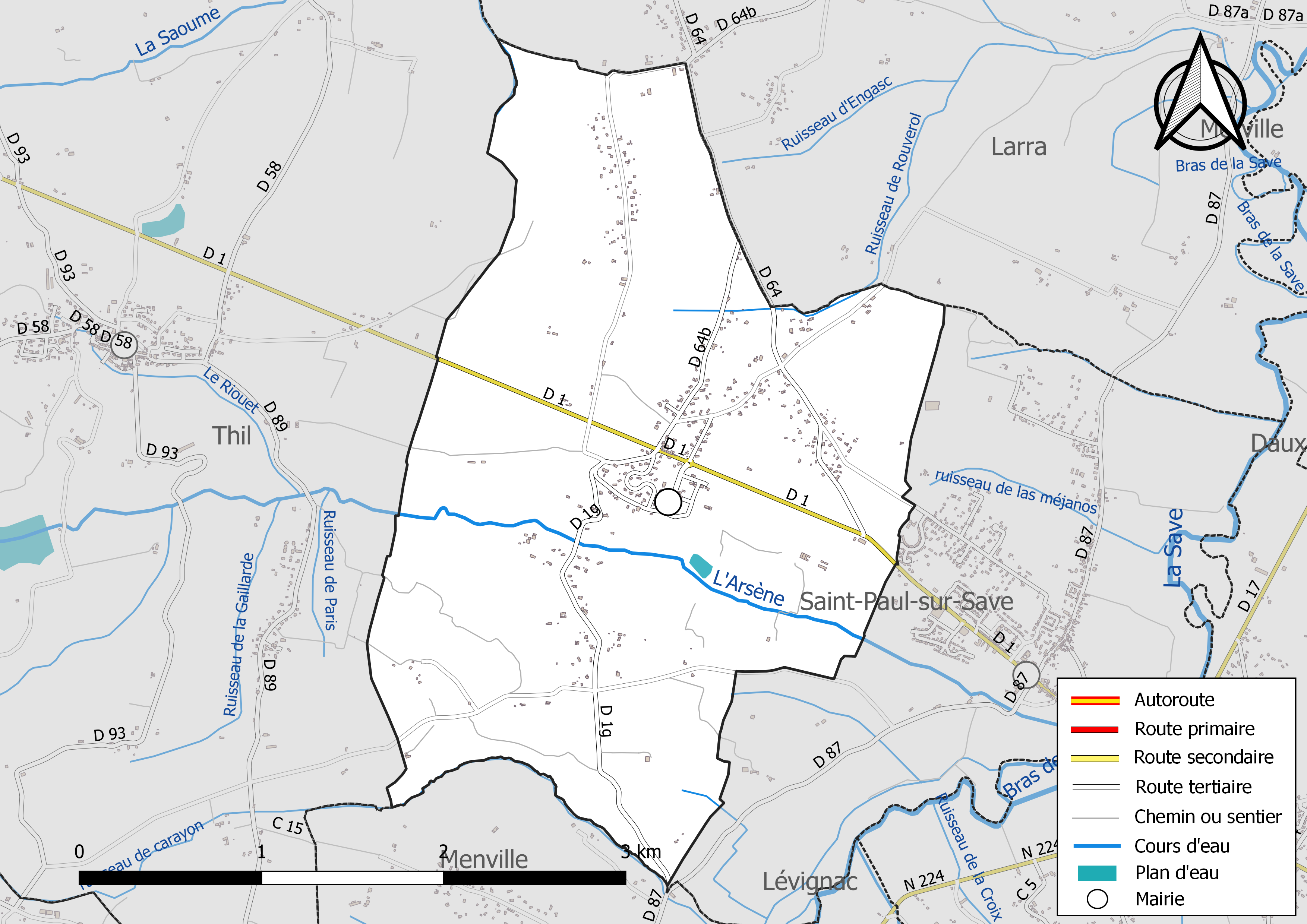
Réseaux hydrographique et routier de Bretx.

La commune est dans le bassin de la Garonne, au sein du bassin hydrographique Adour-Garonne. Elle est drainée par l'Arsène, le ruisseau de carayon, le ruisseau de Rouverol, le ruisseau des Poujoulets et par deux petits cours d'eau, constituant un réseau hydrographique de 4 km de longueur totale,.
L'Arsène, d'une longueur totale de 14,1 km, prend sa source dans la commune d'Encausse et s'écoule d'ouest en est. Il traverse la commune et se jette dans La Save à Montaigut-sur-Save, après avoir traversé 10 communes.

### Climat
Pour des articles plus généraux, voir Climat de l'Occitanie et Climat de la Haute-Garonne.
En 2010, le climat de la commune est de type climat du Bassin du Sud-Ouest, selon une étude s'appuyant sur une série de données couvrant la période 1971-2000. En 2020, Météo-France publie une typologie des climats de la France métropolitaine dans laquelle la commune est exposée à un climat océanique altéré et est dans la région climatique Aquitaine, Gascogne, caractérisée par une pluviométrie abondante au printemps, modérée en automne, un faible ensoleillement au printemps, un été chaud (19,5 °C), des vents faibles, des brouillards fréquents en automne et en hiver et des orages fréquents en été (15 à 20 jours).
Pour la période 1971-2000, la température annuelle moyenne est de 13,4 °C, avec une amplitude thermique annuelle de 15,8 °C. Le cumul annuel moyen de précipitations est de 709 mm, avec 9,6 jours de précipitations en janvier et 5,4 jours en juillet. Pour la période 1991-2020, la température moyenne annuelle observée sur la station météorologique la plus proche, située sur la commune de Blagnac à 17 km à vol d'oiseau, est de 14,2 °C et le cumul annuel moyen de précipitations est de 627,0 mm,. Pour l'avenir, les paramètres climatiques de la commune estimés pour 2050 selon différents scénarios d'émission de gaz à effet de serre sont consultables sur un site dédié publié par Météo-France en novembre 2022.

### Milieux naturels et biodiversité
Aucun espace naturel présentant un intérêt patrimonial n'est recensé sur la commune dans l'inventaire national du patrimoine naturel,,.

## Urbanisme

### Typologie
Au 1er janvier 2024, Bretx est catégorisée commune rurale à habitat dispersé, selon la nouvelle grille communale de densité à sept niveaux définie par l'Insee en 2022.
Elle est située hors unité urbaine. Par ailleurs la commune fait partie de l'aire d'attraction de Toulouse, dont elle est une commune de la couronne,. Cette aire, qui regroupe 527 communes, est catégorisée dans les aires de 700 000 habitants ou plus (hors Paris),.

### Occupation des sols
L'occupation des sols de la commune, telle qu'elle ressort de la base de données européenne d’occupation biophysique des sols Corine Land Cover (CLC), est marquée par l'importance des territoires agricoles (82,5 % en 2018), en diminution par rapport à 1990 (87,4 %). La répartition détaillée en 2018 est la suivante : 
zones agricoles hétérogènes (41,7 %), terres arables (29,8 %), forêts (12,6 %), prairies (11 %), zones urbanisées (4,9 %). L'évolution de l’occupation des sols de la commune et de ses infrastructures peut être observée sur les différentes représentations cartographiques du territoire : la carte de Cassini (XVIIIe siècle), la carte d'état-major (1820-1866) et les cartes ou photos aériennes de l'IGN pour la période actuelle (1950 à aujourd'hui).

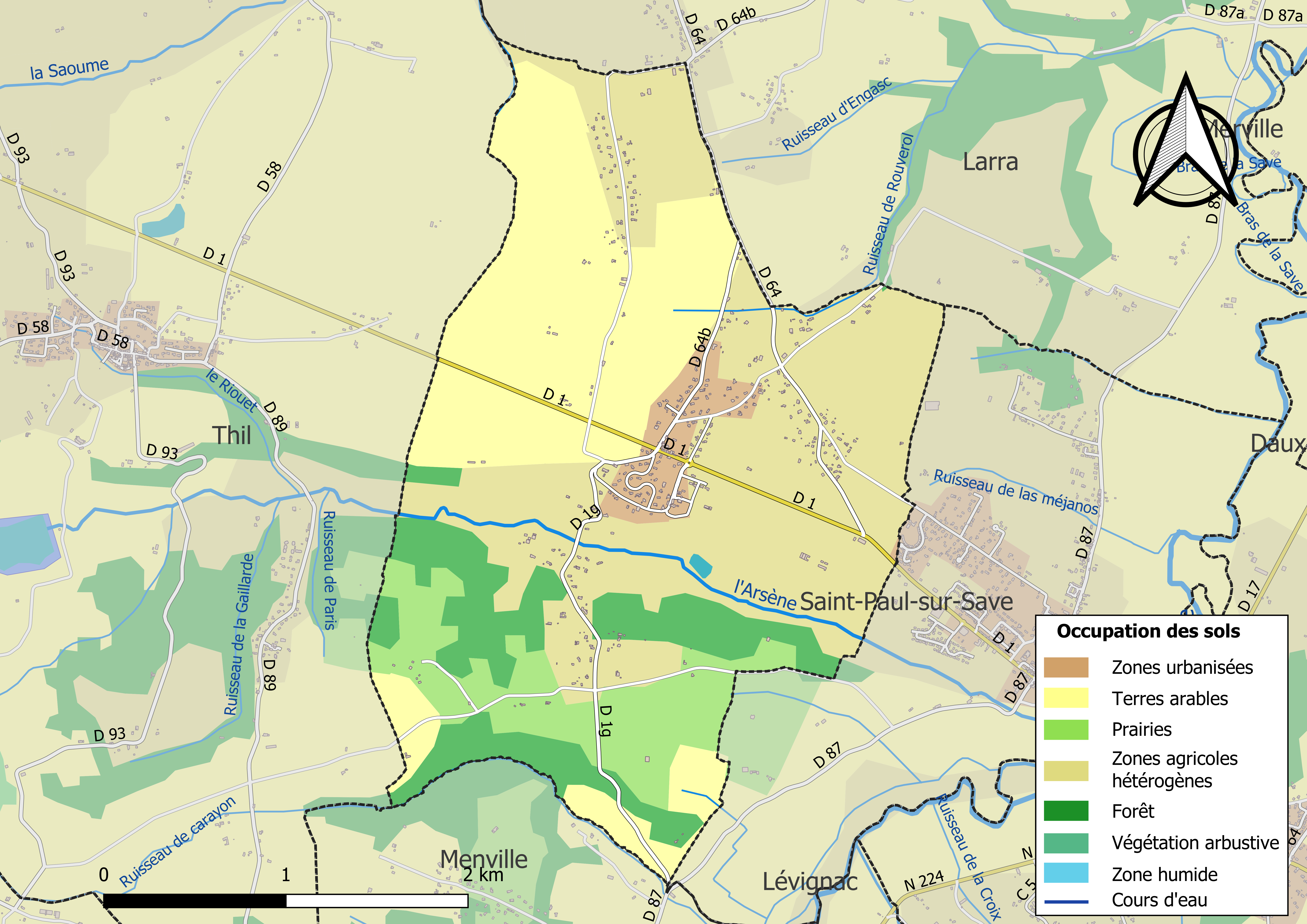
Carte des infrastructures et de l'occupation des sols de la commune en 2018 (CLC).

### Voies de communication et transports
La ligne 373 du réseau Arc-en-Ciel permet de relier la commune à la gare routière de Toulouse et à Cadours.
- la départementale 1 (D1) passe dans le nord de la commune.
- la gare de Mérenvielle, située sur la ligne Toulouse - Auch, est la plus proche du village, à environ une vingtaine de minutes (en voiture).
- l'aéroport de Toulouse-Blagnac, est situé à environ 18 km en voiture.

### Risques majeurs
Le territoire de la commune de Bretx est vulnérable à différents aléas naturels : météorologiques (tempête, orage, neige, grand froid, canicule ou sécheresse), inondations et séisme (sismicité très faible). Un site publié par le BRGM permet d'évaluer simplement et rapidement les risques d'un bien localisé soit par son adresse soit par le numéro de sa parcelle.
Certaines parties du territoire communal sont susceptibles d’être affectées par le risque d’inondation par débordement de cours d'eau, notamment l'Arsène. La commune a été reconnue en état de catastrophe naturelle au titre des dommages causés par les inondations et coulées de boue survenues en 1982, 1988, 1999, 2009 et 2014,.

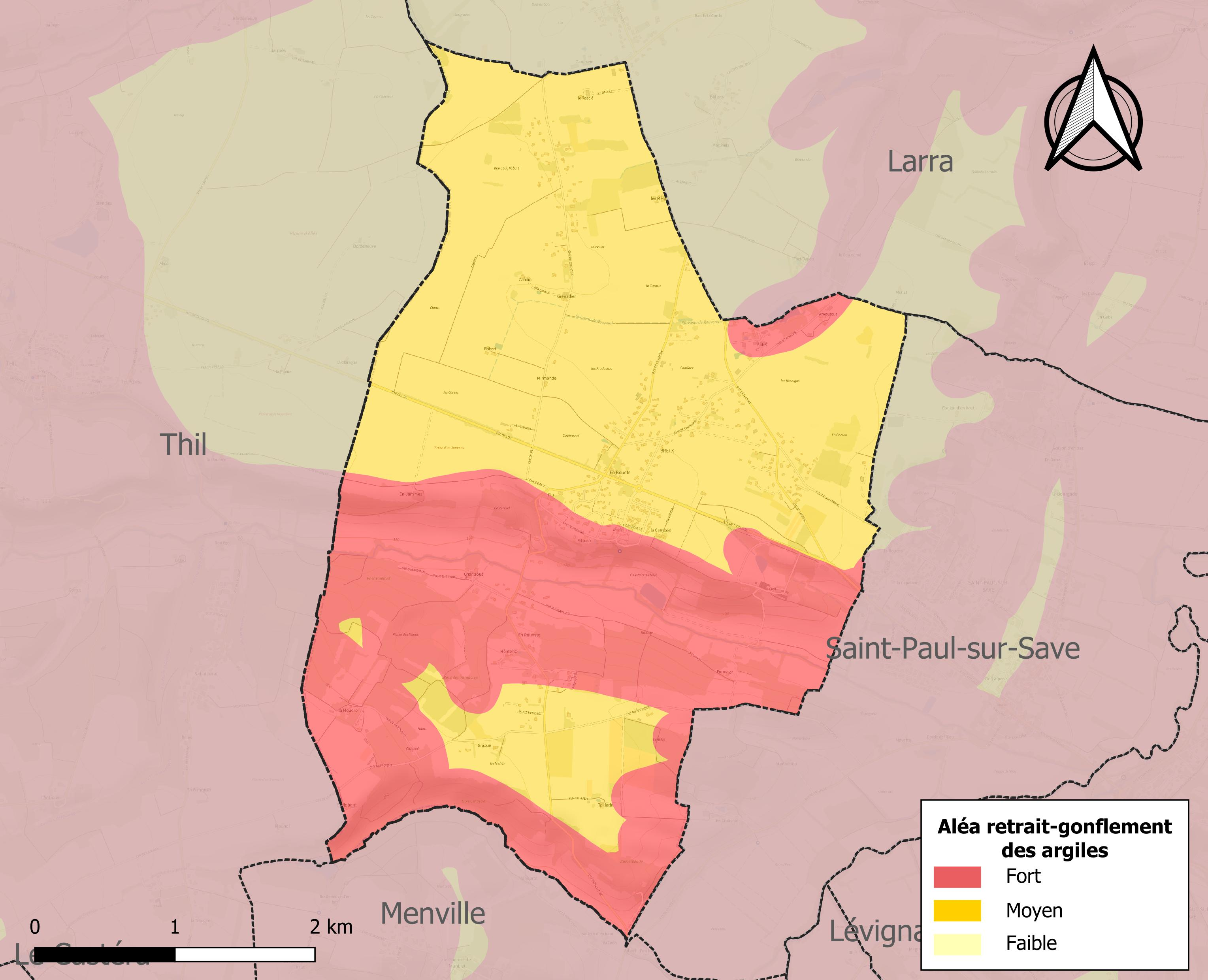
Carte des zones d'aléa retrait-gonflement des sols argileux de Bretx.

Le retrait-gonflement des sols argileux est susceptible d'engendrer des dommages importants aux bâtiments en cas d’alternance de périodes de sécheresse et de pluie. La totalité de la commune est en aléa moyen ou fort (88,8 % au niveau départemental et 48,5 % au niveau national). Sur les 243 bâtiments dénombrés sur la commune en 2019, 243 sont en aléa moyen ou fort, soit 100 %, à comparer aux 98 % au niveau départemental et 54 % au niveau national. Une cartographie de l'exposition du territoire national au retrait gonflement des sols argileux est disponible sur le site du BRGM,.
Par ailleurs, afin de mieux appréhender le risque d’affaissement de terrain, l'inventaire national des cavités souterraines permet de localiser celles situées sur la commune.
Concernant les mouvements de terrains, la commune a été reconnue en état de catastrophe naturelle au titre des dommages causés par la sécheresse en 1989, 1992, 1999, 2003, 2011 et 2017 et par des mouvements de terrain en 1999.

## Toponymie
À l'époque gallo-romaine, Bretx s'appelait Brittium, au XVIe siècle : Brecio ou Bretis puis au XVIIIe siècle, Bretz.

## Histoire
Vers 900 : le territoire de Bretx appartenait à la Vicomté de Gimoès ou Terride. Au début du XIIe siècle, Bretx entra dans le Comté des Jourdain de L’Isle. En 1246 une charte fut octroyée par Raymond Jourdain au village. Ce recueil des droits et des devoirs des habitants et des seigneurs fut appliqué jusqu’à la Révolution. Au XIIIe siècle le village de Bretx, regroupé autour de son église, était fortifié. Plusieurs  seigneurs se succédèrent et le Comté de l’Isle devint finalement possession directe des Rois de France sous Henri IV. Sous cette tutelle, différentes familles furent chargées de la Seigneurie : au XVIe siècle les Faudoas, au XVIIIe siècle : les Le Mazuyer, marquis de Montaigut puis en 1751 Jean François Denis d’Albis de Belbèze, conseiller au Parlement de Toulouse.

## Politique et administration

### Administration municipale
Le nombre d'habitants au recensement de 2017 étant compris entre 500 habitants et 1 499 habitants, le nombre de membres du conseil municipal pour l'élection de 2020 est de quinze,.

### Rattachements administratifs et électoraux
Commune faisant partie de la cinquième circonscription de la Haute-Garonne, de la communauté de communes des Hauts Tolosans et du canton de Léguevin (avant le redécoupage départemental de 2014, Bretx faisait partie de l'ex-canton de Grenade ; avant le 1er janvier 2017 Bretx faisait partie de la communauté de communes de Save et Garonne).

### Liste des maires
| Période                                  | Période  | Identité          | Étiquette | Qualité  |
| ---------------------------------------- | -------- | ----------------- | --------- | -------- |
| Les données manquantes sont à compléter. |          |                   |           |          |
| avant 1981                               | ?        | Edmond Lezat      | PS        |          |
| mars 2001                                | En cours | Jean-Claude Espie | DVD       | Retraité |

## Population et société

### Démographie
L'évolution du nombre d'habitants est connue à travers les recensements de la population effectués dans la commune depuis 1793. Pour les communes de moins de 10 000 habitants, une enquête de recensement portant sur toute la population est réalisée tous les cinq ans, les populations de référence des années intermédiaires étant quant à elles estimées par interpolation ou extrapolation. Pour la commune, le premier recensement exhaustif entrant dans le cadre du nouveau dispositif a été réalisé en 2006.

En 2022, la commune comptait 666 habitants, en évolution de +3,1 % par rapport à 2016 (Haute-Garonne : +8,02 %, France hors Mayotte : +2,11 %).
| 1793 | 1800 | 1806 | 1821 | 1831 | 1836 | 1841 | 1846 | 1851 |
| ---- | ---- | ---- | ---- | ---- | ---- | ---- | ---- | ---- |
| 233  | 241  | 279  | 261  | 262  | 287  | 244  | 257  | 263  |

| 1856 | 1861 | 1866 | 1872 | 1876 | 1881 | 1886 | 1891 | 1896 |
| ---- | ---- | ---- | ---- | ---- | ---- | ---- | ---- | ---- |
| 238  | 231  | 249  | 241  | 219  | 197  | 197  | 204  | 208  |

| 1901 | 1906 | 1911 | 1921 | 1926 | 1931 | 1936 | 1946 | 1954 |
| ---- | ---- | ---- | ---- | ---- | ---- | ---- | ---- | ---- |
| 202  | 201  | 202  | 170  | 160  | 161  | 176  | 163  | 170  |

| 1962 | 1968 | 1975 | 1982 | 1990 | 1999 | 2006 | 2011 | 2016 |
| ---- | ---- | ---- | ---- | ---- | ---- | ---- | ---- | ---- |
| 134  | 130  | 174  | 226  | 315  | 354  | 482  | 588  | 646  |

| 2021 | 2022 | - | - | - | - | - | - | - |
| ---- | ---- | - | - | - | - | - | - | - |
| 670  | 666  | - | - | - | - | - | - | - |

| selon la population municipale des années : | 1968 | 1975 | 1982 | 1990 | 1999 | 2006 | 2009 | 2013 |
| Rang de la commune dans le département      | 347  | 324  | 308  | 267  | 261  | 229  | 220  | 213  |
| Nombre de communes du département           | 592  | 582  | 586  | 588  | 588  | 588  | 589  | 589  |

### Enseignement
Bretx fait partie de l'académie de Toulouse.
L'éducation est assurée par un regroupement pédagogique intercommunal avec les communes de Menville et Saint-Paul-sur-Save. Cette commune compte une école primaire (CP, CE1 et CE2) et une crèche intercommunale. Les collégiens bretxois étudient au collège Joseph Rey de Cadours et les lycéens au lycée Nelson Mandela de Pibrac.

### Santé
Centre communal d'action sociale, repas des aînés,

### Culture et festivités
Salle des fêtes,

### Sports
cyclisme, chasse, pétanque, centre équestre,

### Écologie et recyclage
La collecte et le traitement des déchets des ménages et des déchets assimilés ainsi que la protection et la mise en valeur de l'environnement se font dans le cadre de la communauté de communes de Save et Garonne. La collecte des encombrants se fait le mercredi de la 4e semaine de chaque mois.

## Économie

### Revenus
En 2018  (données Insee publiées en septembre 2021), la commune compte 227 ménages fiscaux, regroupant 649 personnes. La médiane du revenu disponible par unité de consommation est de 27 450 € (23 140 € dans le département).

### Emploi
|                | 2008  | 2013  | 2018  |
| -------------- | ----- | ----- | ----- |
| Commune        | 3,1 % | 7,3 % | 4,7 % |
| Département    | 7,7 % | 9,6 % | 9,3 % |
| France entière | 8,3 % | 10 %  | 10 %  |

En 2018, la population âgée de 15 à 64 ans s'élève à 400 personnes, parmi lesquelles on compte 79,2 % d'actifs (74,5 % ayant un emploi et 4,7 % de chômeurs) et 20,8 % d'inactifs,. Depuis 2008, le taux de chômage communal (au sens du recensement) des 15-64 ans est inférieur à celui de la France et du département.
La commune fait partie de la couronne de l'aire d'attraction de Toulouse, du fait qu'au moins 15 % des actifs travaillent dans le pôle,. Elle compte 92 emplois en 2018, contre 83 en 2013 et 53 en 2008. Le nombre d'actifs ayant un emploi résidant dans la commune est de 302, soit un indicateur de concentration d'emploi de 30,6 % et un taux d'activité parmi les 15 ans ou plus de 66,3 %.
Sur ces 302 actifs de 15 ans ou plus ayant un emploi, 39 travaillent dans la commune, soit 13 % des habitants. Pour se rendre au travail, 88,2 % des habitants utilisent un véhicule personnel ou de fonction à quatre roues, 2,5 % les transports en commun, 3,7 % s'y rendent en deux-roues, à vélo ou à pied et 5,6 % n'ont pas besoin de transport (travail au domicile).

### Activités hors agriculture

#### Secteurs d'activités
38 établissements sont implantés  à Bretx au 31 décembre 2019. Le tableau ci-dessous en détaille le nombre par secteur d'activité et compare les ratios avec ceux du département,.
| Secteur d'activité                                                                                        | Commune | Commune | Département |
| Secteur d'activité                                                                                        | Nombre  | %       | %           |
| --- | ------- | ------- | ----------- |
| Ensemble                                                                                                  | 38      |         |             |
| Construction                                                                                              | 12      | 31,6 %  | (12 %)      |
| Commerce de gros et de détail, transports, hébergement et restauration                                    | 9       | 23,7 %  | (25,9 %)    |
| Activités immobilières                                                                                    | 2       | 5,3 %   | (4,2 %)     |
| Activités spécialisées, scientifiques et techniques et activités de services administratifs et de soutien | 9       | 23,7 %  | (19,8 %)    |
| Administration publique, enseignement, santé humaine et action sociale                                    | 3       | 7,9 %   | (16,6 %)    |
| Autres activités de services                                                                              | 3       | 7,9 %   | (7,9 %)     |

Le secteur de la construction est prépondérant sur la commune puisqu'il représente 31,6 % du nombre total d'établissements de la commune (12 sur les 38 entreprises implantées  à Bretx), contre 12 % au niveau départemental.

#### Entreprises et commerces
Les cinq entreprises ayant leur siège social sur le territoire communal qui génèrent le plus de chiffre d'affaires en 2020 sont : 
- Peyranne Promotion, promotion immobilière de logements (2 274 k€)
- ITE, ingénierie, études techniques (1 074 k€)
- Penteado EURL, autres travaux de finition (686 k€)
- JPFB Bâtiments, travaux d'installation d'eau et de gaz en tous locaux (222 k€)
- SAS Khedhri, travaux d'installation électrique dans tous locaux (16 k€)

L'économie de la commune est principalement basée sur l'agriculture, mais tend à diminuer en faveur de zones résidentielles liées à la proximité de l'agglomération toulousaine puisque Bretx fait partie de son aire urbaine.

### Agriculture
La commune est dans les « Coteaux du Gers », une petite région agricole occupant une partie nord-ouest du département de la Haute-Garonne, caractérisée par une succession de coteaux peu accidentés, les surfaces cultivées étant entièrement dévolues aux grandes cultures. En 2020, l'orientation technico-économique de l'agriculture  sur la commune est la polyculture et/ou le polyélevage.
|               | 1988 | 2000 | 2010 | 2020 |
| ------------- | ---- | ---- | ---- | ---- |
| Exploitations | 21   | 12   | 8    | 11   |
| SAU (ha)      | 476  | 388  | 351  | 405  |

Le nombre d'exploitations agricoles en activité et ayant leur siège dans la commune est passé de 21 lors du recensement agricole de 1988  à 12 en 2000 puis à 8 en 2010 et enfin à 11 en 2020, soit une baisse de 48 % en 32 ans. Le même mouvement est observé à l'échelle du département qui a perdu pendant cette période 57 % de ses exploitations,. La surface agricole utilisée sur la commune a également diminué, passant de 476 ha en 1988 à 405 ha en 2020. Parallèlement la surface agricole utilisée moyenne par exploitation a augmenté, passant de 23 à 37 ha.

## Culture locale et patrimoine

### Lieux et monuments

#### Église Saint-Jean-Baptiste
Une première église construite en terre a existé dès le XIIIe siècle. Elle se trouvait au centre du village qui était alors fortifié. Au même emplacement, on construisit en 1876 l'église Saint-Jean Baptiste. Un porche avec fronton triangulaire est placé à l'entrée de l'église.  Le clocher-mur triangulaire est pourvu de trois cloches anciennes du fondeur toulousain Louison. En 2011, un carillon de onze cloches, coulées par le fondeur Paccard, a été placé à l'arrière du clocher. L'intérieur de l'édifice est de style néo-gothique avec une voûte construite sur croisée d'ogives. L'autel de marbre est encadré d'une statue de Saint Roch et d'une Vierge à l'enfant.

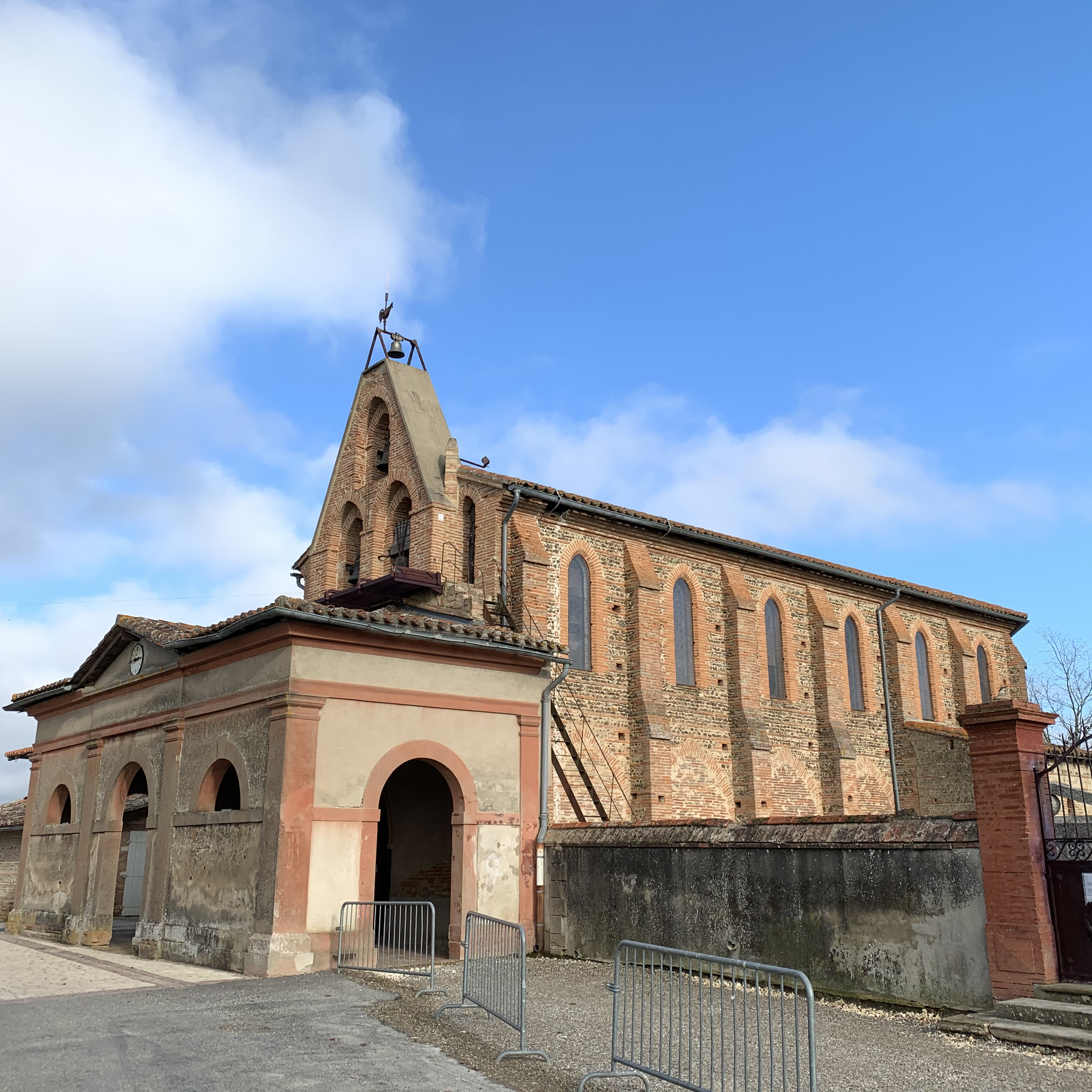
Église Saint-Jean-Baptiste.
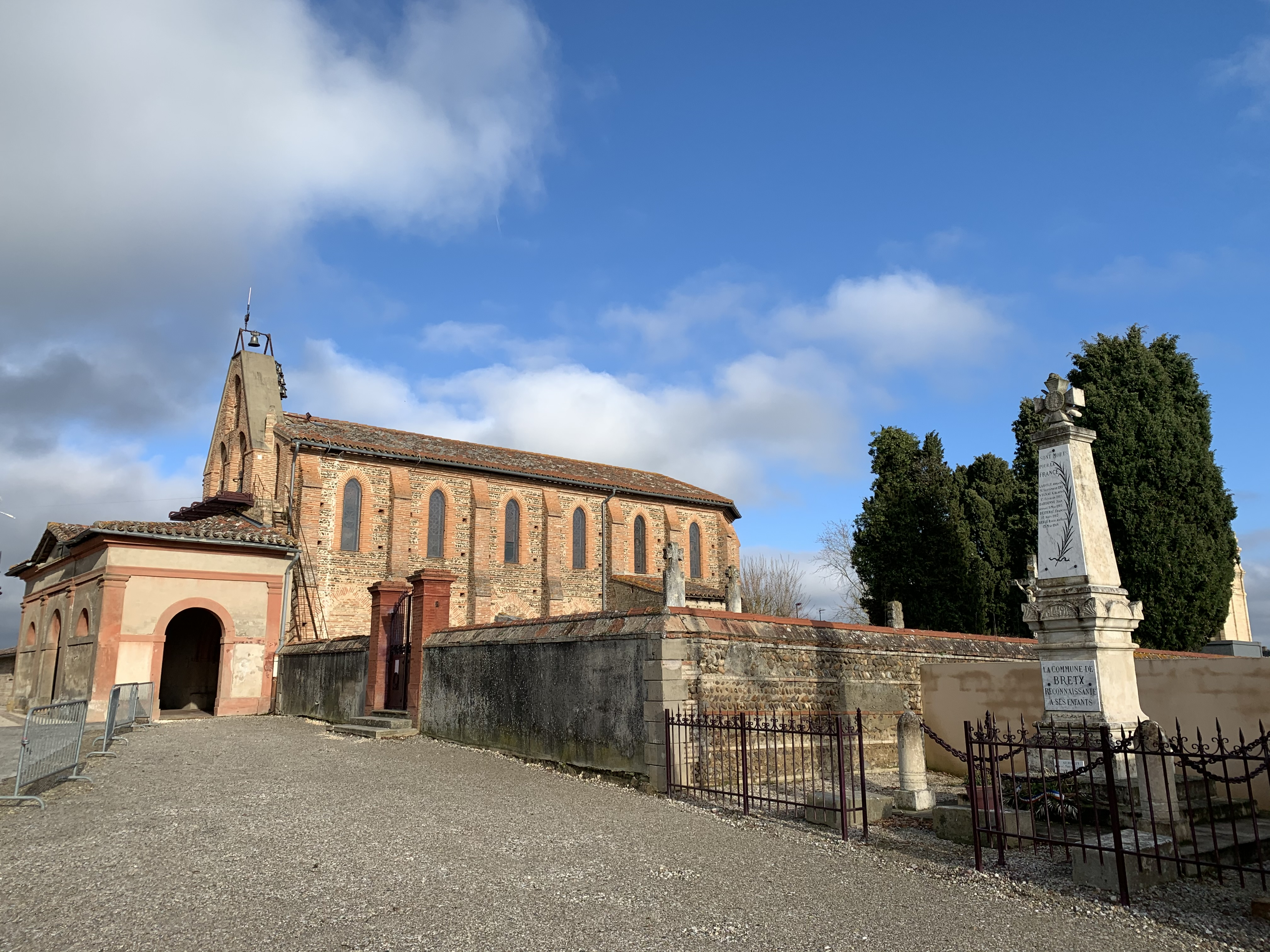
Église et monument aux morts.
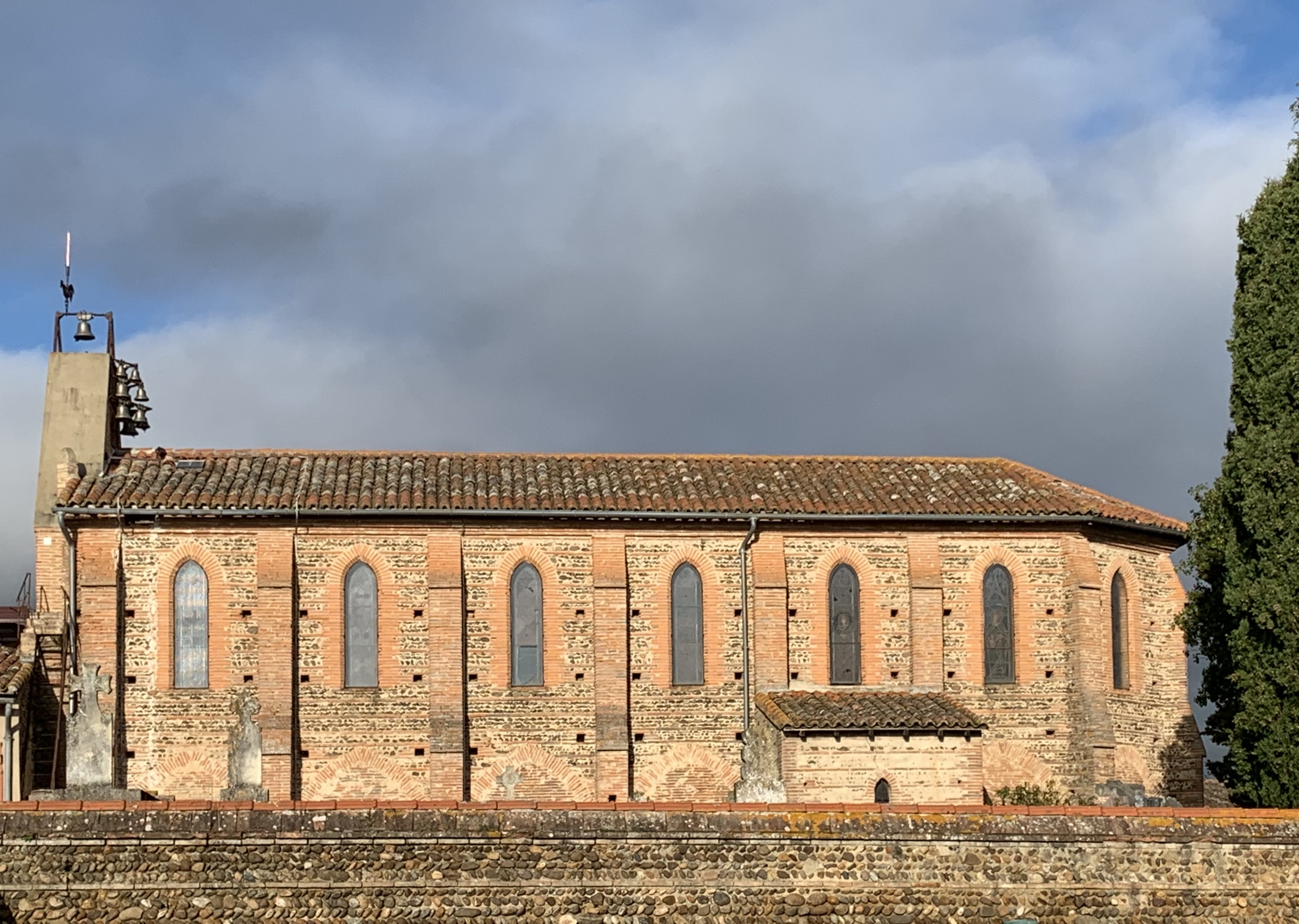
Côté cimetière.
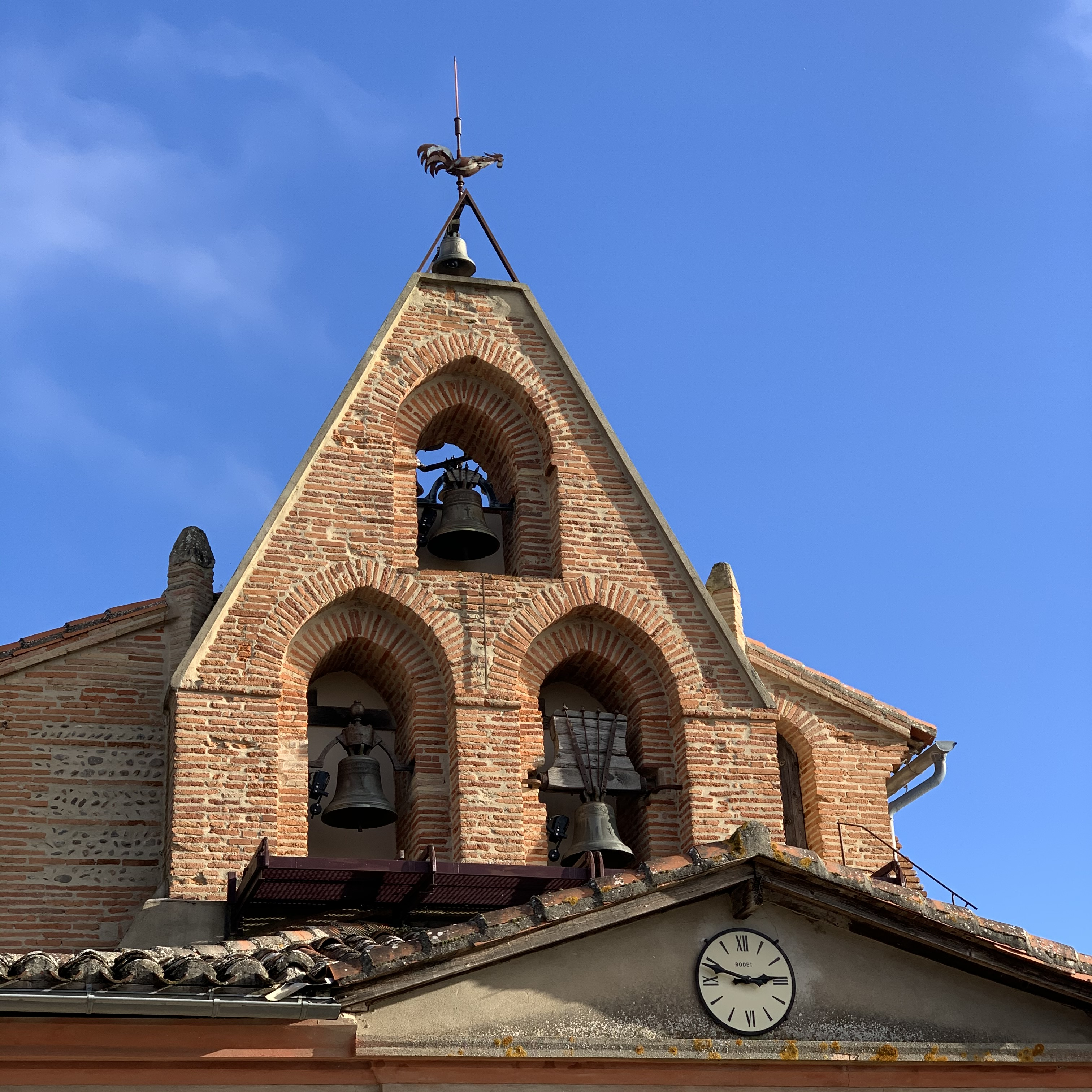
Clocher.

#### Ancien presbytère
Maison à colombages construite au XVIIIe siècle.

#### Château de Fleyres
Château construit vers 1740 sur le principe des villas italiennes à plan carré.

#### Fontaine Saint-Jean
La fontaine fut construite en 1898 à l’initiative d’Armand Adam, maire de Bretx. Elle est alimentée par une source qui a longtemps assuré une réserve d’eau potable aux Bretxois. Elle accueillait un pèlerinage chaque 24 juin, jour de la Saint-Jean.

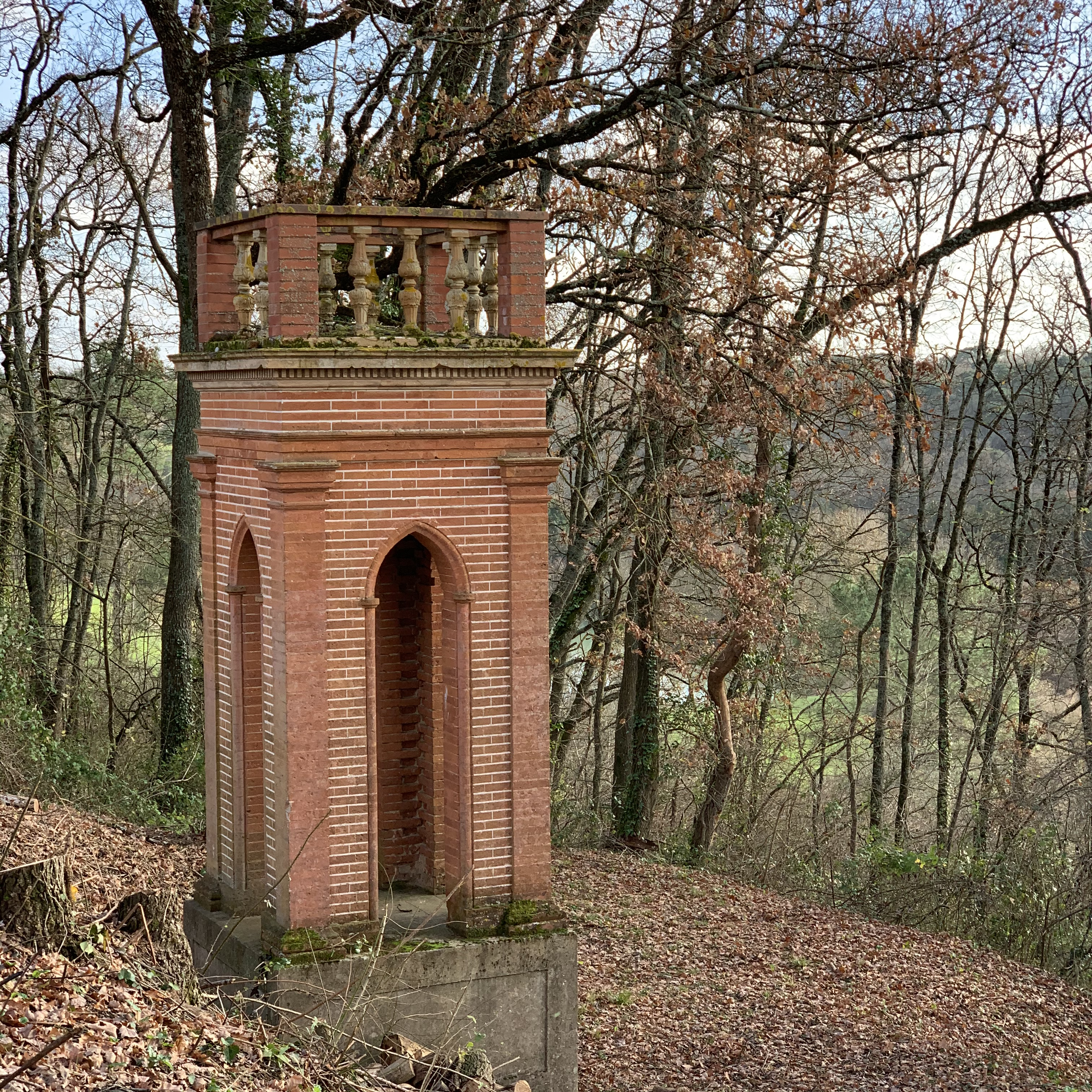
Fontaine Saint-Jean.

## Pour approfondir